# Valle de Agres
El Valle de Agres se sitúa en la comarca del Condado de Cocentaina, en la provincia de Alicante. Por este valle discurre el río de Agres que nace en la parte septentrional de la Sierra Mariola. 
Dentro del valle se encuentran los municipios de Agres y Alfafara. Desde la Edad del Bronce hasta los íberos existíeron en este valle varios poblados, destacando los de Covalta y el del Cabeço de Mariola.
Dentro del paisaje de este valle destacan:
- El bosque de tejos más meridional de Europa en la misma Sierra de Mariola.
- Barranco de la Cueva de la Fuente.
- El pinar de la Balsa Nueva.
- El Cabeço de Serrelles.
- La fuente del Tarragó.
- La fuente del Azud.
- La Cava de don Miguel de 14 metros de anchura por 16 de profundidad. Pozo de nieve donde almacenar el hielo de la sierra.
- Antiguo balneario de Agrés, de finales del XIX.

- Datos: Q6159054